# Рынья (деревня)
Ры́нья (бел. Рыння) — деревня в составе Бортниковского сельсовета Бобруйского района Могилёвской области Республики Беларусь.

## Население
- 1999 год — 56 человек
- 2010 год — 31 человек